# Drew Mikuska
Drew Mikuska (ur. 12 maja 1994 w Chicago) – amerykański aktor filmowy i teatralny.
Debiutował w teatrze w wieku 4 lat. W 2002 odkryło go Hollywood dzięki The Best New Talent Awards. Rok później dostał rolę w Strasznym filmie 3, parodii filmowych horrorów.

## Filmografia
- 2003: Straszny film 3 jako Cody
- 2004: Spelling Bee jako Jimmy
- 2005: The Trouble with Dee Dee jako Dennis
- 2006: Straszny film 4 jako Cody